# Damiano Vannucci
Damiano Vannucci (San Marino, 30 de julio de 1977) es un futbolista sanmarinense que juega en la posición de mediocampista y actualmente milita en el AC Juvenes/Dogana y en la Selección de fútbol de San Marino. 

## Carrera

### Paso por Italia
Debutó en 1997 en el club AS Real Misano de Italia, donde permaneció solo una temporada. Luego en 1998, fichó por el CBR Pietracurta donde militó durante dos años. En el 2000 jugó para el AC Tropical Coriano. El 2001 volvió a jugar para el CBR Pietracurta donde solo estuvo media temporada debido a sus malos resultados. En el 2002, retornó al AC Tropical Coriano, donde anotó 4 goles.

### Clubes Nacionales
Finalmente en el 2003 volvió a su país natal, para empezar a jugar en los clubes nacionales de su país. En donde jugó en algunos de ellos como el Virtus Acquaviva, el AC Juvenes/Dogana, donde anotó 3 goles y el AC Libertas donde permaneció durante 3 años.

### Regreso a Italia
En 2008 luego de jugar durante 5 años en la liga sanmarinense volvió a Italia a jugar en el Perticara Calcio.

### Regreso a San Marino
En 2009 volvería a San Marino luego de no tener participación en el Perticara Calcio para jugar en su equipo actual, el AC Juvenes/Dogana.

## Selección nacional
Actualmente juega para la Selección de Fútbol de San Marino, donde es el jugador con más participaciones en toda la historia de la selección, estando en 68 ocasiones: sin embargo en toda su carrera no ha podido anotar ni un solo gol vistiendo los colores de su país.